# جبل العقاب
جبل العقاب هو أحد الجبال البازلتية المشهورة التي لم تجرفها سيول العصر الجليدي في رمان الأسمر شرق هضبة الديرع ويقع في مدينة الروضة التابعة لمنطقة حائل جنوب مدينة حائل بنحو  5كم ، وهو جبل أسود ، وسمي جبل (جبل العقاب) حيث توجد أوكار لطيور العقاب المعروفة في قمة هذا الجبل ، كما توجد به بعض الكتابات الجاهلية من ثمودية ولحيانية وغيرها